# Талвікезе
Та́лвікезе (ест. Talvikese küla) — село в Естонії, у волості Камб'я повіту Тартумаа.

## Населення
Чисельність населення на 31 грудня 2011 року становила 22 особи.